# Virtual Engineering
Als Virtual Engineering (VE) (deutsch etwa Virtuelle Entwicklung technischer Systeme) bezeichnet man die Unterstützung von Entwicklungsprozessen mit Hilfe digitaler, dreidimensionaler Modelle. Schwerpunkte können sowohl Produktentwicklungsprozesse, das Industrial Engineering als auch sonstige Entwicklungsprozesse technischer Objekte (wie etwa von Bauwerken) und selbst von Dienstleistungen sein. Virtual-Engineering-Methoden lassen sich branchenübergreifend einsetzen.

## Definitionen
Bullinger definierte 2002 Virtual Engineering mithilfe eines 5-Schichten-Modells aus Datenerzeugung, Datenmanagement, System-Integration, Virtual-Engineering-Organisation und den Anwendungszugriff. Die Datenerzeugung, das Datenmanagement und die Systemintegration fasste Bullinger zur IT-Infrastruktur zusammen, die Virtual-Engineering-Organisation und der Anwenderzugriff bildeten wiederum die Prozess-Infrastruktur.
Jivka Ovtcharova entwickelte 2009 Bullingers Definition fort, indem sie Virtual Engineering als die frühzeitige, kontinuierliche, vernetzte (Prozesssicht) und integrierte (Systemsicht) Unterstützung des Produktentstehungsprozesses hinsichtlich Abstimmung, Bewertung und Konkretisierung der Entwicklungsergebnisse aller Partner mit Hilfe virtueller Prototypen beschrieb.
Darüber hinaus zeigte sich, dass Virtual-Engineering-Methoden nicht nur in der Produktentwicklung Anwendung finden, sondern ebenso in der Planung von Anlagen und Fertigungseinrichtungen oder in der Gestaltung und Evaluation von Dienstleistungen.

## Bestandteile

### Geometriedatenerzeugung
Die Geometriedatenerzeugung ist die Grundlage zur durchgängigen Weiterverarbeitung in allen nachfolgenden Arbeitsgängen. Digital Mock-Ups (DMU)  werden zur Verifizierung erzeugt. Das DMU dient als virtuelles Produkt zum Durchschleusen und Simulieren von beispielsweise Fertigungsabläufen durch eine Digitale Fabrik. Die Geometriedatenerzeugung umfasst die Generierung der dreidimensionalen Modelle und zugehöriger Dokumente in ihren jeweiligen Formaten. Beispiele sind CAD-Daten, CAE-Daten, JT-Daten, Zeichnungen oder Pläne.

### Datenmanagement
Das Datenmanagement bezeichnet die Speicherung, Organisation, Verteilung und Zugriffssteuerung der Daten über geeignete Infrastruktur. Es ist damit ein Element des Wissensmanagements, welches Änderungen, Konfigurationen und Arbeitsprozesse beinhaltet. Geeignete Infrastruktur für das Datenmanagement bieten beispielsweise PLM-, EDM- oder PDM-Systeme.

### Systemintegration
Die Systemintegration ist eine Voraussetzung für das Virtual Engineering. Datenaustausch zwischen Anwendungen wie zwischen Unternehmen muss möglich sein, um eine unter Umständen hoch arbeitsteilige, verteilte Entwicklung zu ermöglichen.

### Virtual-Engineering-Organisation
Die Virtual-Engineering-Organisation hat zum Ziel, korrespondierende Entwicklungsprozesse aufeinander abzustimmen. Diese sind vielfach dadurch gekennzeichnet, dass sie kommunikationsintensive Abstimmungsprozesse erfordern, verteiltes Prozesswissen aufweisen, Zielvorgaben mit dem Projektfortschritt variieren, Rahmenvorgaben und Einflussgrößen unvollständig und veränderlich sind, Projekt- und Prozessrisiken beinhalten sowie über qualitativ und quantitativ begrenzte Ressourcen verfügen. Damit wird es notwendig, Prozess- und Projektdokumentation durchgängig zu unterstützen, die Klärung der Zielvorgaben methodisch und informationstechnisch zu unterstützen, unvollständige und inkonsistente Prozess- und Projektinformationen verarbeiten zu können, die ergebnisorientierte Prozessplanung mit einer phasenorientierten zu kombinieren, alle prozess- und projektrelevanten Informationen aktuell zu halten sowie informelle Prozesse zu integrieren und zu fördern.

### Anwendungszugriff
Der Anwendungszugriff fordert die Zugänglichkeit von Prozess- und Projektdaten. Der Zugriff muss sowohl verteilt erfolgen können, um beispielsweise räumlich verteilt arbeitende Teams zu unterstützen. Gleichzeitig muss der Informationstransfer einfach und intuitiv gestaltet sein, um die Einbindung aller relevanten Personen zu gewährleisten. 3D-Visualisierung und Virtuelle Realität sind anzuwendende Technologien.

## Ziele
Zielsetzungen des Virtual Engineering sind es, 
- schnelle Entwicklungszyklen als aktives Prozesselement zu ermöglichen,
- frühes Ergebnisfeedback zu ermöglichen,
- frühe Entwicklungsphasen zu betonen,
- alternative Produktkonzepte zu entwickeln, sowie die
- Entscheidung über und die Spezifikation des Produkts zu unterstützen.

## Organisationen
- Das Virtual Dimension Center ist ein Kompetenznetzwerk und eine Clusterinitiative im Bereich Virtual Engineering.[1]
- Die Duale Hochschule Baden-Württemberg Mosbach bietet einen Studiengang Virtual Engineering an.
- Die Otto-von-Guericke-Universität Magdeburg bietet einen Masterstudiengang Digital Engineering an.
- Der Hochschulcampus Tuttlingen der Hochschule Furtwangen bietet den Studiengang Industrial Virtual Engineering mit Vorlesungen im Bereich Simulation und Ingenieurmathematik an.
- Das Fraunhofer-Institut für Arbeitswirtschaft und Organisation erforscht und entwickelt in seinem Competence Center Virtual Environments (CCVE) VE-Technologien in der Produkt- und Dienstleistungsentwicklung.[2][4][5][10]
- Das Fraunhofer-Institut für Fabrikbetrieb und -automatisierung erforscht und entwickelt in seinem Virtual Development and Training Centre (VDTC) VE-Technologien in der Anlagenplanung.[7][8][9]
- Das Karlsruher Institut für Technologie erforscht und entwickelt in seinem  Lifecycle Engineering Solutions Center (LESC) VE-Technologien in der Produktentwicklung.[3]